# 水沢周
水沢周（水澤周、みずさわ　しゅう、1930年-　）は、日本のノンフィクション作家、歴史家、作家。
東京生まれ。1954年早稲田大学文学部卒業。NHK勤務、国際文化振興会、日本読書新聞等を経てフリー編集兼ライター。

## 著書
- 『石炭 昨日今日明日』築地書館 1980
- 『青木周蔵 明治外交の創造』日本エディタースクール出版部（全2巻） 1988-89
  - 『青木周蔵 日本をプロシャにしたかった男』中公文庫（全3巻） 1997
- 『ゆーわけ、こわけ 死を歩む母、グループケアの記録』文藝春秋 1991
- 『山小屋物語』講談社 1992
- 『連句で遊ぼう』新曜社 1995
- 『八千代の三年 昭和十九年秋から昭和二十二年秋へ』風媒社 2002

### 共編著
- 『ルーヴル美術館』編 高階秀爾監修 日本アイ・ビー・エム c1978
- 『あえてわれらドン・キホーテ』野坂昭如共著 築地書館 1985
- 『気になる天気の話146』藤井幸雄共編著 講談社 1994

### 現代語訳
- 久米邦武編著『現代語訳 特命全権大使米欧回覧実記』慶應義塾大学出版会 2005
- 普及版『現代語訳　特命全権大使 米欧回覧実記』慶應義塾大学出版会 2008。選書（全5巻）＋「総索引」

## 注
1. ↑  『米欧回覧実記』著者紹介